# 306
سنة 306 م (بالأرقام الرومانية: CCCVI) كانت سنة بسيطة تبدأ يوم الثلاثاء (الرابط يظهر نموذج الجدول الزمني الكامل للسنة) من التقويم اليولياني. بدأت تسمية السنة ب306 منذ العصور الوسطى المبكرة، عندما أصبح تقويم أنو دوميني هو الأسلوب السائد في أوروبا لتسمية السنوات.

## وفيات
- إيديسيوس
- بربارة
- تادرس المشرقي
- قسطنطيوس كلوروس